# Alex Gasperoni
Alex Gasperoni (Città di San Marino, 30 giugno 1984) è un calciatore sammarinese, centrocampista della Libertas.

## Carriera

### Club
Ha militato nel calcio professionistico italiano con le maglie del San Marino e del Tolentino. Successivamente ha vestito le maglie di Murata nel campionato sammarinese, Cervia, squadra che milita in Eccellenza Emilia-Romagna - Girone B e Tre Penne.

### Nazionale
Ha esordito in Nazionale il 20 agosto 2003 nell'amichevole contro il Liechtenstein, terminata con il risultato di 2-2, segnando la sua prima e unica rete.

## Palmarès

### Club

#### Competizioni nazionali
- Serie D: 1

Castel San Pietro: 2003-2004
- Campionato sammarinese: 3

Murata: 2007-2008
Tre Penne: 2011-2012, 2012-2013
- Coppa Titano: 1

Murata: 2008
- Trofeo Federale: 3

Murata: 2008, 2009
Tre Penne: 2013